# Меха-Стрейзанд
«Меха-Стрейзанд» (англ. Mecha-Streisand) — двенадцатый эпизод сериала «Южный Парк», его премьера состоялась 18 февраля 1998 года.

## Сюжет
Третий класс участвует в археологических раскопках — им нужно искать наконечники стрел индейцев. Внезапно Картман находит какой-то странный треугольник с письменами и выкидывает его; треугольник подбирает Кайл и решает оставить себе, так как треугольник светится у него в руке. Картман начинает доставать Кайла, желая вернуть себе треугольник, но тот не отдаёт.
Кайла показывают по телевидению — он даёт интервью о своём уникальном треугольнике. К Шефу в столовую приходит кинокритик Леонард Малтин и заявляет, что город в страшной опасности, и убеждает отправиться на поиски Барбры Стрейзанд. Тем временем сама Барбра появляется в городе и безуспешно пытается отнять у детей треугольник.
Ночью Картман пробирается в комнату Кайла и пытается похитить треугольник. Случайно разбуженный Айком, Кайл просыпается и отдаёт Картману треугольник. Картман счастлив. Днём к детям на остановке снова подходит немного загримированная Барбра Стрейзанд, и ей удаётся убедить детей поехать к ней в коттедж, чтобы она «дала им денег за алмаз». Тем времен Леонард Малтин объясняет Шефу суть проблемы — оказывается, Барбра Стрейзанд злобная и гадкая негодяйка, которая хочет собрать воедино состоящий из двух половинок «алмаз Зинтара», с помощью которого она сможет стать чудовищем. Треугольник Картмана — вторая, недостающая его часть. Они отправляются к находящемуся в горах коттеджу Стрейзанд.
Пытая детей своим пением, Барбра отнимает у Картмана треугольник и, соединив алмаз Зинтара, превращается в кошмарного механического робота — Меха-Стрейзанд. Она начинает ходить по Южному Парку и разрушать его. Тем временем Леонард Малтин и Шеф находят детей. Малтин, так же как и Барбра, превращается в огромного монстра и начинает с ней драку. Ему на помощь приходит Сидни Пуатье, а ещё Леонард говорит Шефу позвонить Роберту Смиту из The Cure, который тоже может помочь.
В жестокой битве Барбра одолевает и Леонарда, и Сидни. Неожиданно появляется Роберт Смит (дети очень рады его появлению); он также превращается в гигантского монстра и начинает битву с Барброй. Благодаря «роботскому удару» ему удаётся выбить у неё из носа алмаз Зинтара, который подбирает Кайл; затем он хватает обессилевшую Барбру и выкидывает её в космос, где та взрывается.
Город ликует, а Роберт Смит тихо уходит (Кайл кричит ему вслед: «Disintegration — лучший альбом всех времён!»). Дети собираются дома у Кайла, и тот не придумывает ничего умнее, чем выкинуть алмаз в мусорное ведро. Пока ребята рассуждают о произошедшем, в мусорном ведре копается Айк, и дети с ужасом видят, как из дома Кайла выходит новое чудовище — Меха-Айк.

## Смерть Кенни
Когда Меха-Стрейзанд разрушает город, рядом с Кенни падают тяжёлые предметы и всё рушится, однако он остаётся невредим. Затем он подходит на детскую площадку поиграть с мячиком на верёвочке, пинает его, верёвка неожиданно обматывает ему горло и душит насмерть.

## Персонажи
В начале серии лекцию археолога слушают: Берта; Пип; Клайд; Кевин; Биби; Картман; Кайл; Стэн; Кенни; Крэйг; Венди и двое неизвестных детей. В дальнейшем на раскопках можно заметить Баттерса.

## Пародии
- Картман на раскопках поёт негритянскую народную песню «Massa’s Got Me Working».
- На стене гримёрной Сидни Пуатье висит постер фильма «Душной южной ночью 5», несуществующего сиквела оскароносной ленты «Душной южной ночью».
- Драка Барбры Стрейзанд с Леонардом Малтином, Сидни Пуатье и Робертом Смитом является пародией на японский мультфильм 1975 года «Грендайзер». Об этом свидетельствуют надписи при появлении роботов, песня, звучащая за кадром; также «роботский удар Роберта Смита» напоминает удар Грендайзера, при котором у него отделяются кулаки. Возможно, происходящее также является отсылкой к знаменитому детскому фильму «Могучие рейнджеры». Кроме того, внешний вид борющихся «чудовищ» напоминает персонажей из фильмов про Годзиллу — таких, как «Годзилла против Мотры»: Барбра Стрейзанд напоминает меха-Годзиллу, Роберт Смит — Мотру, Сидни Пуатье — Гамеру.
- Музыка, которая играет, когда Роберт Смит уходит после победы над Барброй, очень похожа на песню The Cure «Love song» (из альбома Disintegration).
- Во время финальной битвы Стэн произносит: «Моя мама всегда говорила, что чудовищ не бывает, но на самом деле они есть». Эта фраза взята из фильма «Чужие».
- В эпизоде упоминается, что Барбра нашла один из треугольников во время съёмок в фильме «Моя прекрасная леди». На самом деле в этом фильме снималась Одри Хепбёрн. Очевидно, создатели перепутали этот фильм с картинами «Смешная девчонка» или «Смешная леди», в которых Стрейзанд действительно снялась.

## Факты
- Роберт Смит сам озвучил себя в этом эпизоде. Один из создателей сериала, Трей Паркер, являясь фанатом The Cure[1], отправил ему несколько писем с просьбой появиться в эпизоде. Позже Смит дал интервью для документального фильма VH1 Goes Inside South Park, где сказал, что ему было приятно появление реплики Кайла «Disintegration — лучший альбом всех времён!»
- Выставленная в омерзительном виде в этой серии Барбара Стрейзанд откликнулась на своё «появление» в шоу его критикой, заявив, что оно развивает в детях цинизм. Во многих последующих эпизодах создатели сериала выставляли Стрейзанд в подобном виде. Стоун и Паркер пояснили, что ненавидят Стрейзанд из-за её самовлюблённости[2].
- В сценке, которая снимается в Голливуде, показаны Сидни Пуатье с Салли Стразерс, которая уже появлялась в эпизоде Кошмарный Марвин. Так же, как и там, она невоздержанна в еде и сразу после окончания съёмки начинает поедать что-то обеими руками.
- На стене комнаты, где Барбра Стрейзанд пытает детей, висит её фото с Сатаной.
- Номер машины Шефа «LUV CHEF».
- Среди ликующих жителей города появляется Иисус, кричащий Роберту Смиту: «Наш Спаситель!»

## Отсылки к другим эпизодам
- На первой полосе газеты, под которой пытается заснуть мистер Гаррисон, изображён мистер Хэнки.
- Фраза репортёра о том, что город подвергался нападению генетических мутантов, зомби и сумасшедших индеек, намекает на события эпизодов «Слон занимается любовью со свиньёй», «Конъюнктивит» и «Кошмарный Марвин».